# Mario Salazar (Fußballspieler)
Mario Salazar (* 1917 in Chillán; † unbekannt) war ein chilenischer Fußballspieler. Der Torwart wurde mit dem CSD Colo-Colo chilenischer Meister.

## Karriere
Mario Salazar kam vom Verein Famae und spielte ab 1938 beim CSD Colo-Colo. Mit den Albos gewann der Torwart die Meisterschaft der Saison 1939, in der er in 14 Ligaspielen auflief. 1940 kam Salazar nur zu einem Einsatz und verließ am Ende des Jahres den Verein aus der Hauptstadt. Weitere Details zu seiner Karriere sind nicht überliefert.

## Erfolge
Colo-Colo
- Chilenischer Meister: 1939